# Ānjīneh-ye Ebrāhīm
Ānjīneh-ye Ebrāhīm (persiska: اَنجينِۀ سُفلَى, آنجینه ابراهیم, Anjīneh-ye Soflá) är en ort i Iran.   Den ligger i provinsen Kurdistan, i den nordvästra delen av landet, 500 km väster om huvudstaden Teheran. Ānjīneh-ye Ebrāhīm ligger 1 519 meter över havet och antalet invånare är 259.
Terrängen runt Ānjīneh-ye Ebrāhīm är kuperad österut, men västerut är den bergig. Runt Ānjīneh-ye Ebrāhīm är det ganska tätbefolkat, med 96 invånare per kvadratkilometer. Närmaste större samhälle är Kānī Sūr, 13,4 km nordost om Ānjīneh-ye Ebrāhīm. Trakten runt Ānjīneh-ye Ebrāhīm består i huvudsak av gräsmarker.